# Guillaume IV av Provence
Guillaume IV, död 1030,  var greve av Provence från 1018 till sin död. Han var son till Guillaume II som han efterträdde och han samregerade med sina bröder Folque-Bertrand I och Geoffroi I. Hans mor Gerberga var hans föreståndare fram till år 1019. Guillaume IV var den äldste i syskonskaran och det verkar som han var den förste av dem att få bära titeln comes.